# Produce 101 (Temporada 2)
Produce 101 Season 2 (en hangul, 프로듀스 101 시즌 2) es un reality de supervivencia de la cadena televisiva surcoreana Mnet. A diferencia de la temporada anterior, esta vez los participantes son masculinos. El programa le da la oportunidad a la audiencia de «producir» una boy band de K-pop, eligiendo el concepto, la canción debut y el nombre del mismo. Muchas agencias, incluyendo S.M., YG y JYP decidieron no enviar a ningún trainee a participar en la competencia. Sin embargo, YG si envió a cuatro modelos aprendices, pero a través de su subsidiaria YGKPlus.

## Promociones antes de su emisión
Produce 101 Season 2 fue presentado por primera vez en el episodio 512 de M! Countdown el 9 de marzo de 2017. Fue presentado por BoA y los miembros mostraron sus talentos en el baile y canto con la canción «Me, It's Me (PICK ME)».

## Participantes
Artículo principal: Lista de participantes de Produce 101 (Temporada 2)

## Episodios

### Episodio #1 (7 de abril de 2017)
Los participantes de cada agencia entraron al set donde 101 sillas estaban colocadas formando una pirámide e iban del número 1 al 101. Iban siendo introducidos según su agencia y podían elegir el sitio en el cual sentarse. Cuando todos los trainees estuvieron sentados, entraron los mentores quienes se presentaron, explicaron las pautas a seguir y dieron inicio a las evaluaciones iniciales. Los participantes fueron evaluados según su talento y recibieron una calificación, que podía ser A, B, C, D y F, siendo A la más alta y F la más baja. Posteriormente serían agrupados, según su calificación, en grupos temporales para los entrenamientos. El episodio terminó mostrando el ranking de los participantes, estando Park Ji-hoon de Maroo Entertainment en primer lugar.

### Episodio #2 (14 de abril de 2017)
Después de ser agrupados y distribuidos en dormitorios según su calificación, BoA les anunció que los participantes de rango A tendrán un special stage en M! Countdown el 27 de abril, lo cual los motivó a superarse y subir de nivel. Les presentó la canción oficial de la temporada, la cual era "Me, It's Me (PICK ME)" cuya letra y coreografía tenían que aprendérselas en los siguientes tres días. Su distribución respecto a la canción también dependía de su rango. Los participantes de rango A tendrían la mayoría de líneas, mientras que los de rango F serían bailarines de apoyo. Posteriormente, cada trainee debía filmarse cantando y bailando la canción principal para una revaluación final de los mentores, lo que serviría para que algunos suban o bajen de grado. Una vez realizada la revaluación final, los participantes recibían nuevos grados. Dos trainees del grado F impresionaron a los mentores. Uno siendo Yoon Hee Seok de Jellyfish quien subió al rango B, y Kim Tae-dong de The Vibe Label quien subió al rango A. Finalmente se mostró el ranking de los participantes, con Park Ji-hoon de Maroo Entertainment de nuevo a la cabeza.

### Episodio #3 (21 de abril de 2017)
Los participantes tomaron sus nuevos grupos después de la revaluación. Practicaron la coreografía de "Me, It's Me (PICK ME)" en el escenario oficial del video musical, en donde Lee Dae-hwi de Brand New Music fue escogido como centro y protagonista. Después de las grabaciones del video musical, BoA les informó que 3 participantes tuvieron que dejar la competencia, y que los 37 menos votados, es decir los menos populares, serán eliminados en el próximo episodio. Los trainees empezaron su segunda misión: presentaciones grupales de 5 a 7 integrantes con público en vivo. Lee Dae-hwi fue el primero en elegir a los integrantes de su grupo, luego sacó un nombre de una caja transparente revelando el siguiente trainee que elegiría a sus integrantes, y así sucesivamente. Las canciones que podían ser interpretadas eran ocho: "Sorry Sorry" de Super Junior, "Replay" de SHINee, "10 Out of 10" de 2PM, "Shock" de Highlight (anteriormente BEAST), "Be Mine" de Infinite, "Call Me Baby" de EXO, "Boy in Luv" de BTS y "Mansae" de SEVENTEEN. Para elegir la canción, los 16 fundadores de cada grupo debían enfrentarse a una carrera. Los ocho primeros en llegar a la meta con el cartel de su canción tenía la posibilidad de elegir a qué grupo enfrentarse. Se presentaron cuatro grupos, dos interpretando "Call Me Baby" de EXO y dos interpretando "10 Out of 10" de 2PM. Según los votos vía en línea de la audiencia, de los cuatro grupos, solo dos ganarán el encuentro, uno por canción. Los integrantes de los grupos ganadores recibirán 3000 puntos que se añadirán a su puntaje en el ranking, y también tendrán más chance de presentarse en M! Countdown. Como es habitual, el episodio terminó con el ranking de los participantes mostrando nuevamente a Park Ji-hoon de Maroo Entertainment en primer lugar por tercera vez consecutiva.

### Episodio #4 (28 de abril de 2017)
Los doce grupos restantes se presentaron y fueron calificados por la audiencia. De acuerdo a su desempeño, cada integrante del grupo ganador recibía 3000 puntos, aparte de su puntaje habitual en el ranking. Quien tomó sorpresivamente el primer puesto del ranking semanal fue Park Woo-dam. Su grupo, que hizo un cover de "Mansae" de SEVENTEEN, fue el que obtuvo la mayoría de votos, dándole la oportunidad de tener una presentación especial en M! Countdown.

### Episodio #5 (5 de mayo de 2017)
En este episodio, las participantes de la temporada anterior, Kim So-hye, Choi Yoo-jung y Kim So-hee fueron panelistas especiales. Mientras se esperaba la ansiada lista de eliminación, imágenes de los trainees durante su estadía en los dormitorios, haciendo ejercicio y protagonizando bromas de cámara escondida eran mostradas. Entre los participantes se hizo una encuesta para ver quiénes tenían mejores rasgos físicos, saliendo Park Ji-hoon en primer puesto. El centro del video musical, Lee Dae-hwi apareció séptimo en la lista lo cual sorprendió a todos. Después de mostrar el ranking de los 59 trainees más populares, BoA anunció que de los tres que iban a ser eliminados, solo uno logró salvarse. Kim Sang-bin quedó en el puesto 60. BoA también anunció que la formación de los equipos para la siguiente tarea, que es una presentación temática, sería decidida vía en línea, a diferencia de la temporada pasada en la que los participantes eran quienes eligían la canción que interpretarían. 

### Episodio #6 (12 de mayo de 2017)
BoA una vez más se reunió con los aprendices para anunciar el siguiente desafío. Los aprendices tienen la tarea de actuar en vivo en grupos basados en las posiciones que quieren debutar en: Vocal, Dance o Rap. Hay cinco canciones para la voz, cuatro canciones para Dance y cuatro canciones para Rap. Cada canción tiene un límite de miembro y sería elegido por cada aprendiz sobre la base de sus filas, en cuyo caso Park Jihoon de Maroo Entertainment tendría el privilegio de elegir la canción que quiere realizar primero. BoA también anunció que solo 35 estudiantes seguirán en la siguiente ronda y el ganador de cada categoría recibirá 100.000 votos. Los equipos vocales son los primeros en realizar y después de cada actuación, se clasifican en sus grupos primero y en general en la categoría. Solo seis grupos (dos de cada categoría) se presentaron esta semana.

### Episodio #7 (19 de mayo de 2017)
Los siete equipos restantes se presentan y se muestran los ensayos de cada grupo durante la semana. Después de la última presentación, se les muestra a los participantes el ranking general basado en sus posiciones. Los 10.000 votos adicionales son asignados a 12 participantes y los 100.000 votos extras son para Lee Geon-hee, Noh Tae-hyun y Kim Jong-hyeon por recibir el puntaje más alto en las posiciones de Vocal, Dance y Rap respectivamente.

### Episodio #8 (26 de mayo de 2017)
El episodio comienza con BoA obsequiando a los participantes pizza antes de irse temporalmente fuera del país durante la filmación del desafío anterior. Tiempo después de las presentaciones y el anuncio del ranking el 12 de mayo, BoA informa a los participantes acerca de la siguiente ronda de eliminación (donde desde el ranking 36 en adelante serán eliminados) y la siguiente a esa (donde solo 22 participantes seguirán en competencia). Luego introduce el siguiente desafío que evaluará el concepto; con cinco canciones: "I Know You Know" (Synth-pop/Funk) de Hyuk Shin (Synth-pop/Funk), "Oh Little Girl" (Hip Hop) de Veethoven, Oh Sunghwan, Kiggen y ASSBRASS, "Show Time" (Nu-disco) de ASHTRAY & KINGMAKER, "Open It" (Future EDM) de Devine-Channel, y "Never" (Deep house) de Triple H. La formación de los grupos es basada en una encuesta hecha por la audiencia que fue inicialmente anunciada al final del episodio 5. Debido a una controversia por manipulación de la votación, Kang Daniel, Lee Ki-won, y Kim Dong-bin son excluidos de las canciones que tenían de preferencia. Luego se les dio sus canciones designadas y los grupos comenzaron los ensayos. Entre medio de la ronda de eliminación se muestra una pequeña competencia para ver quién golpea más fuerte. Kang Dong-ho resulta ganador y se le otorga el título de "Rey del Puñetazo".
Al comenzar la ronda de eliminación, los 59 participantes de cada agencia entran al estudio en grupos o en solitario. La segunda ronda de eliminación toma lugar durante la segunda mitad del episodio. Los nombres de los participantes es llamado uno a uno por BoA comenzando desde el ranking 34 donde Kim Jong-hyeon recibe el primer puesto mientras que Kim Dong-han toma el último puesto.

### Episodio #9 (2 de junio de 2017)
BoA anuncia que tras la eliminación hay una distribución dispar de miembros, grupos con más de 7 personas deben votar y decidir quién queda en el grupo. Los grupos restantes que tienen menos de 7 personas después de la eliminación deben elegir entre los miembros que fueron sacados de su grupo. Todos los compositores de las canciones para la evaluación de conceptos visitan a los participantes, quienes se presentan frente a ellos. El episodio muestra las presentaciones en vivo de los cinco conceptos. El grupo de "Open It (열어줘)" (compuesto por Kang Daniel, Kang Dong-ho, Kim Yong-guk, Joo Hak-nyeon, Yu Seon-ho, Takada Kenta, y Lim Young-min) recibió el llamado encore y luego fue declarado el ganador de la evaluación por conceptos, resultando en un beneficio de 20,000 votos para cada miembro, con el participante de ese grupo con más votos, ganando un beneficio de 100,000 votos, que será revelado en la siguiente eliminación. Adicionalmente, el grupo ganador se presentara en M! Countdown.

### Episodio #10 (9 de junio de 2017)
El episodio comienza con los 35 participantes que quedan de cada compañía entrando al estudio principal. Entre medio de la eliminación, los participantes participan de un evento donde responden preguntas y juegos por equipo donde el grupo de "Open It (열어줘)" surge como ganador. También se les pide que escojan a los 6 participantes más populares entre ellos, donde Yoon Ji-seong de MMO Entertainment toma el primer lugar y Kang Daniel, Jung Se-woon, Park Ji-hoon, Ong Seung-wu, y Park Woo-jin del segundo al sexto lugar respectivamente. En la eliminación, BoA revela que solo 20 participantes avanzaran a la final. Kang Daniel fue anunciado como el ganador de la evaluación por conceptos quedando primero en el ranking general obteniendo 100 000 votos adicionales como beneficio. Luego de revelar los ranking del 19 al 3, Kang Daniel y Park Ji-hoon son llamados como aspirantes a ser primero, con Kang Daniel obteniendo el primer puesto en el ranking general nuevamente. Los aspirantes para el puesto 20 son llamados, Kim Yong-guk de Choon Entertainment y Lai Kuan-lin de Cube Entertainment, donde Lai Kuan-lin, cuya caída en el ranking sorprendió a todos, sobrevivió la eliminación. 
Con los top 20 confirmados, BoA anuncia la siguiente y última misión que corresponde a la evaluación de la canción debut. Ella introduce "Hands on Me" (producida por The Underdogs) y "Super Hot" (producida por Ryan S. Jhun) como las canciones debut para la final. Luego explica que se dividirán en dos equipos de 10, cada grupo compuesto por un vocalista principal, seis a siete sub vocalistas, y dos a tres raperos. Los participantes escogen sus posiciones comenzando por el ranking 20 al 1, con la ventaja que los participantes en ranking más altos pueden reemplazar a los participantes de ranking más bajo y cambiarlos de posición. Debido a las controversias de manipulación de votos, Lim Young-min que quedó en el puesto 17 tuvo que escoger su posición al inicio como castigo. Luego de que se confirmaran las posiciones, los participantes comenzaron a practicar la coreografía y a memorizar la letra en preparación a la presentación final.

### Episodio #11 (16 de junio de 2017)
El episodio comienza mostrando los vídeos de audición de los chicos, así como las entrevistas con las confesiones finales de ellos. Luego se anuncia que la audiencia solo podrá votar por uno de los participantes a través de mensaje SMS, que será agregado a los votos en línea para determinar los finalistas. A través del episodio, los aprendices que se ubican en el puesto 11 del ranking son revelados de vez en cuando para motivar a la audiencia a votar. La evaluación de la canción debut comienza con los participantes ya eliminados incorporándose a los top 20 para la canción "It's Me (Pick Me)". BoA luego revela el nombre del grupo a debutar, llamado Wanna One (Hangul: 윈너워 ), que debutará con un concepto "único".
Los chicos se presentan en dos grupos. Grupo A (Ha Sung-woon, Arredondo Samuel, Kang Dong-ho, Yu Seon-ho, Ahn Heong-seop, Lee Dae-hwi, Choi Min-ki, Lim Young-min, Kim Jong-hyeon, y Lai Kuan-lin) grabando "Super Hot" (producido por Ryan S.Jhun, quién previamente produjo "It's Me (Pick Me)"), siendo Ha Sung-woon quien resulta ser el Centro del grupo. El grupo B (Kim Jae-hwan, Kang Daniel, Ong Seung-woo, Bae Jin-young, Hwang Min-hyun, Jung Se-woon, Joo Hak-nyeon, Yoon Ji-seong, Park Woo-jin, y Park Ji-hoon ) prepara la canción "Hands On Me" (producido por The Underdogs y Deez ), siendo Bae Jin-young el Centro del grupo. Después de la presentación del Grupo B, se muestra a los participantes entrevistándose entre ellos, sesión de fotos en grupo, y finalmente, leyendo cartas que se habían escrito a sí mismos en los primeros episodios. La votación termina, y comienza el anuncio del ranking; Bae Jin-young, Hwang Min-hyun, Yoon Ji-sung, Lai Kuan-lin, Park Woo-jin, Ong Seong-woo, Kim Jae-hwan, y Lee Dae-whi son anunciados desde el décimo al tercer lugar respectivamente, confirmando su debut. Kang Daniel y Park Ji-hoon son llamados como aspirantes al primer puesto, resultando Kang Daniel como ganador y confirmando su posición de Centro en el grupo WANNA`ONE. Los aspirantes para el puesto 11, Ha Sung-woon y Jung Se-woon, son anunciados, con Ha Sung-woon logrando ser el miembro final de Wanna One.

## Discografía
| Título                                       | Año  | Posiciones | Ventas          | Álbum               |
| Título                                       | Año  | COR        | Ventas          | Álbum               |
| -------------------------------------------- | ---- | ---------- | --------------- | ------------------- |
| "Pick Me" (나야 나)                          | 2017 | 26         | - COR: 338,682+ | —                   |
| "Never" (Nation's Son)                       | 2017 | 2          | - COR: 288,870+ | 35 Boys 5 Concepts  |
| "Open Up" (열어줘) (Knock)                   | 2017 | 10         | - COR: 197,294+ | 35 Boys 5 Concepts  |
| "Oh Little Girl" (Slate)                     | 2017 | 7          | - COR: 210,486+ | 35 Boys 5 Concepts  |
| "Show Time" (It's)                           | 2017 | 25         | - COR: 142,054+ | 35 Boys 5 Concepts  |
| "I Know You Know" (Boys Under the Moonlight) | 2017 | 21         | - COR: 145,217+ | 35 Boys 5 Concepts  |
| "Hands On Me"                                | 2017 | 34         | - COR:55,782+   | Produce 101 - Final |
| "Super Hot"                                  | 2017 | 41         | - COR:51,087+   | Produce 101 - Final |
| "Always" (이 자리에)                         | 2017 | 29         | - COR:62,392+   | Produce 101 - Final |

## Ranking
Los participantes fueron votados por el público mientras se transmitía el programa, cuyo ranking del 101 al 1 se mostraba al final del episodio. Al final de la temporada, los 11 más votados, es decir, los más populares conformarían al grupo oficial que debutaría.
A diferencia de la temporada pasada, solo a los residentes de Corea del Sur se les permite votar en línea con una cuenta de CJ One.

### Primer período de votación
| #  | Episodio 1 (Votos en línea) | Episodio 2 (Votos en línea) | Episodio 3 (Votos en línea) | Episodio 4 (Votos en vivo) | Episodio 4 (Votos en vivo) | Episodio 5 (Votos en total) | Episodio 5 (Votos en total) |
| #  | Episodio 1 (Votos en línea) | Episodio 2 (Votos en línea) | Episodio 3 (Votos en línea) | Nombre                     | Votos                      | Nombre                      | Votos                       |
| -- | --------------------------- | --------------------------- | --------------------------- | -------------------------- | -------------------------- | --------------------------- | --------------------------- |
| 1  | Park Ji-hoon                | Park Ji-hoon                | Park Ji-hoon                | Park Woo-dam               | 3,270                      | Park Ji-hoon                | 1,044,197                   |
| 2  | Jang Moon-bok               | Kim Samuel                  | Lee Dae-hwi                 | Kim Tae-dong               | 3,180                      | Kim Samuel                  | 863,861                     |
| 3  | Lee Dae-hwi                 | Lee Dae-hwi                 | Kim Samuel                  | Ahn Heong-seop             | 3,163                      | Yoon Ji-seong               | 844,829                     |
| 4  | Joo Hak-nyeon               | Ong Seong-wu                | Ong Seong-wu                | Choi Min-gi                | 3,157                      | Ong Seong-wu                | 819,186                     |
| 5  | Bae Jin-young               | Jang Moon-bok               | Ahn Heong-seop              | Kwon Hyun-bin              | 3,142                      | Kang Daniel                 | 817,245                     |
| 6  | Kim Samuel                  | Lai Kuan-lin                | Joo Hak-nyeon               | Takada Kenta               | 3,133                      | Ahn Heong-seop              | 810,639                     |
| 7  | Ahn Heong-seop              | Ahn Heong-seop              | Lai Kuan-lin                | Jang Moon-bok              | 3,123                      | Lee Dae-hwi                 | 809,484                     |
| 8  | Ong Seong-wu                | Joo Hak-nyeon               | Jang Moon-bok               | Yun Hee-seok               | 3,121                      | Kim Jong-hyeon              | 752,149                     |
| 9  | Lee Eui-woong               | Hwang Min-hyun              | Yoon Ji-seong               | Park Ji-hoon               | 3,113                      | Lai Kuan-lin                | 717,275                     |
| 10 | Lai Kuan-lin                | Lee Eui-woong               | Bae Jin-young               | Lee Ki-won                 | 3,112                      | Joo Hak-nyeon               | 703,391                     |
| 11 | Hwang Min-hyun              | Kim Jong-hyeon              | Jung Se-woon                | Hwang Min-hyun             | 3,108                      | Hwang Min-hyun              | 680,322                     |

Notas
- El ranking para el Episodio 5 es el resultado de la combinación de los votos en línea y los votos en vivo del episodio anterior.

### Segundo período de votación
| #  | Episodio 6 (Votos en línea) | Episodio 7 (Votos en vivo) | Episodio 7 (Votos en vivo) | Episodio 8 (Votos en total) | Episodio 8 (Votos en total) |
| #  | Episodio 6 (Votos en línea) | Nombre                     | Votos                      | Nombre                      | Votos                       |
| -- | --------------------------- | -------------------------- | -------------------------- | --------------------------- | --------------------------- |
| 1  | Kim Jong-hyun               | Lee Gun-hee                | 110,717                    | Kim Jong-hyun               | 2,795,491                   |
| 2  | Kang Daniel                 | Kim Jong-hyun              | 110,665                    | Lai Kuan-lin                | 2,202,665                   |
| 3  | Park Ji-hoon                | Noh Tae-hyun               | 110,621                    | Park Ji-hoon                | 2,181,840                   |
| 4  | Hwang Min-hyun              | Im Young-min               | 10,651                     | Lee Dae-hwi                 | 2,095,314                   |
| 5  | Lai Kuan-lin                | Yoo Seon-ho                | 10,642                     | Im Young-min                | 2,011,798                   |
| 6  | Ong Seong-woo               | Kim Yong-guk               | 10,633                     | Hwang Min-hyun              | 2,004,207                   |
| 7  | Kim Jae-hwan                | Kim Jae-hwan               | 10,622                     | Ong Seong-woo               | 1,998,849                   |
| 8  | Kang Dong-ho                | Jung Se-woon               | 10,584                     | Kang Daniel                 | 1,948,847                   |
| 9  | Joo Hak-nyeon               | Joo Hak-nyeon              | 10,581                     | Kim Jae-hwan                | 1,822,842                   |
| 10 | Lee Dae-hwi                 | Park Woo-jin               | 10,542                     | Joo Hak-nyeon               | 1,629,176                   |
| 11 | Yoo Seon-ho                 | Jung Jung                  | 10,537                     | Kang Dong-ho                | 1,585,712                   |

Notas
- En el Episodio 7, 10,000 puntos adicionales fueron dados al grupo ganador de cada categoría, mientras que 100,000 fueron dados al participante ganador de cada categoría.

### Tercer período de votación
| #  | Episodio 9 (Votos en vivo) | Episodio 9 (Votos en vivo) | Episode 10 (Votos en total) | Episode 10 (Votos en total) |
| #  | Nombre                     | Votos                      | Nombre                      | Votos                       |
| -- | -------------------------- | -------------------------- | --------------------------- | --------------------------- |
| 1  | Kang Daniel                | 100,205                    | Kang Daniel                 | 828,148                     |
| 2  | Kang Dong-ho               | 20,078                     | Park Ji-hoon                | 630,198                     |
| 3  | Joo Hak-nyeon              | 20,071                     | Ha Sung-woon                | 413,654                     |
| 4  | Yoo Seon-ho                | 20,059                     | Bae Jin-young               | 389,982                     |
| 5  | Kim Yong-guk               | 20,058                     | Kim Samuel                  | 378,491                     |
| 6  | Im Young-min               | 20,057                     | Park Woo-jin                | 372,493                     |
| 7  | Takada Kenta               | 20,024                     | Kim Jong-hyun               | 367,052                     |
| 8  | Park Ji-hoon               | 182                        | Ong Seong-wu                | 358,656                     |
| 9  | Park Woo-jin               | 95                         | Yoon Ji-seong               | 333,974                     |
| 10 | Hwang Min-hyun             | 91                         | Lee Dae-hwi                 | 325,990                     |
| 11 | Bae Jin-young              | 82                         | Hwang Min-hyun              | 315,650                     |

Notas
- En el Episodio 9, 20,000 puntos adicionales fueron otorgados a cada miembro del grupo ganador excepto por el miembro que obtuvo el máximo de votos, quién recibió 100,000 puntos adicionales. Primer y segundo lugar fueron anunciados durante el Episodio 10.

### Resultado Final
| #  | Episodio 11 (Votos en total) | Episodio 11 (Votos en total) | Episodio 11 (Votos en total) |
| #  | Nombre                       | Votos                        | Agencia                      |
| -- | ---------------------------- | ---------------------------- | ---------------------------- |
| 1  | Kang Daniel                  | 1,578,837                    | MMO Entertainment            |
| 2  | Park Ji-hoon                 | 1,136,014                    | Maroo Entertainment          |
| 3  | Lee Dae-whi                  | 1,102,005                    | Brand New Music              |
| 4  | Kim Jae-hwan                 | 1,051,735                    | Aprendiz Individual          |
| 5  | Ong Seong- wu                | 984,756                      | Fantagio                     |
| 6  | Park Woo-jin                 | 937,379                      | Brand New Music              |
| 7  | Lai Kuan-lin                 | 905,875                      | Cube Entertainment           |
| 8  | Yoon Ji-Sung                 | 902,098                      | MMO Entertainment            |
| 9  | Hwang Min-hyun               | 862,719                      | Pledis Entertainment         |
| 10 | Bae Jin-young                | 807,749                      | C9 Entertainment             |
| 11 | Ha Sung-woon                 | 790,302                      | Ardor & Able                 |